# M-608
La M-608 es una carretera que pertenece a la Red de Carreteras de la Comunidad de Madrid. Con 45,150 km de largo, comienza en el municipio de Venturada, donde enlaza con la N-320 y la A-1, atraviesa Guadalix de la Sierra, Soto del Real, Manzanares el Real, Cerceda, Moralzarzal y Collado Villalba, donde finaliza, juntándose con la M-601 y la M-619.

## Características
La M-608 es una carretera autonómica de primer orden muy concurrida, llegando a soportar desde 6.000 vehículos diarios hasta más de 10.000 en algunos puntos, ya que conecta las autovías A-6 y A-1. Y como en Venturada enlaza con la N-320, permite conectar a los municipios de la Sierra de Guadarrama con Guadalajara, Alcalá de Henares y Cuenca sin tener que pasar por Madrid.
Además, cerca del P.K. 41, sirve de acceso al Hospital General de Collado Villalba.